# Veronica angustissima
Veronica angustissima är en grobladsväxtart som först beskrevs av Leonard C. Cockayne och som fick sitt nu gällande namn av Philip John Garnock-Jones.
Veronica angustissima ingår i släktet veronikor och familjen grobladsväxter. Inga underarter finns listade i Catalogue of Life.